# Heřmanice (kraj hradecki)
Heřmanice (niem. Hermanitz) – gmina w Czechach, w powiecie Náchod, w kraju hradeckim. Według danych z dnia 1 stycznia 2014 liczyła 419 mieszkańców.